# Jonathan Cristaldo
Jonathan Cristaldo (ur. 5 marca 1989 w Ingeniero Budge, przedmieście Buenos Aires) – argentyński piłkarz, grający na pozycji napastnika.

## Kariera klubowa
Rozpoczął karierę piłkarską w klubie Vélez Sársfield, w składzie którego 22 kwietnia 2007 debiutował w Clausura. 8 stycznia 2011 podpisał 5 letni kontrakt z ukraińskim klubem Metalist Charków. 31 sierpnia 2013 został wypożyczony do Bologna FC. 12 sierpnia 2014 przeszedł do SE Palmeiras.

## Kariera reprezentacyjna
W 2009 występował w reprezentacji Argentyny U-20.

## Sukcesy i odznaczenia

### Sukcesy klubowe
- mistrz Argentyny: 2009 (Clausura)
- wicemistrz Ukrainy: 2013
- brązowy medalista mistrzostw Ukrainy: 2011, 2012